# Phyllanthus rivae
Phyllanthus rivae är en emblikaväxtart som beskrevs av Ferdinand Albin Pax. Phyllanthus rivae ingår i släktet Phyllanthus och familjen emblikaväxter. Inga underarter finns listade i Catalogue of Life.